# ارمك
 ارمك  قرية صغيرة تتبع البلدة المركزية (بالفارسية: بخش مرکزی شهرستان بندر لنگه) من توابع مدينة لنجة وتقع في محافظة هرمزغان في جنوب إيران. تقع على بعد سبعة كيلومترات في غرب قرية جمبه.

## حدود قرية ارمك
حدود ارمك: من الشمال: قرية لاور دين، ومن الجنوب سورو، ومن الغرب قرية مراغ، ومن الشرق تنتهي بقرية جمبه في أقصى الشرق.

## السكان
يبلغ عدد سكان هذه القرية حسب تعداد السكان لعام 2006 للميلاد، (1000) نسمه من أهل السنة والجماعة وعلى المذهب الشافعي. يتكلون الفارسية باللهجة المحلية، لهم
مسجد، ومدرسة، وعيادة صحية صغيرة، وبركتان لحفظ مياه الأمطار، يمتهنون بتربية المواشي والزراعة، ولهم 200 نخلة مثمرة، وأراضي زراعية خصبة، وعين ماء.
يمتهنون بمهنة الزراعة وتربية المواشي.